# Violette Leduc
Violette Leduc, född 7 april 1907 i Arras, Pas-de-Calais, död 28 mars 1972 i Faucon, Vaucluse, var en fransk författare känd för sina självbiografiska böcker. Hon fick sitt stora genombrott 1964 med sin sjätte roman Oäktingen (La Bâtarde). Leduc tillhörde den yttre kretsen av intellektuella kring författarna Simone de Beauvoir, Jean-Paul Sartre och Albert Camus.

## Biografi
Violette Leduc föddes utom äktenskapet  som barn till ett hembiträde och sonen i huset där hon arbetade, och växte upp under fattiga förhållanden. Modern inpräntade tidigt hos henne en ihållande känsla av skuld – skyldig till att vara född, till att vara klen, till att kosta pengar. Hela livet upplevde hon sig som oäkta barn, oönskad och oälskad, vilket påverkade hennes vänskaps- och kärleksrelationer och blev ett återkommande tema i hennes böcker.
Hon växte upp i Valenciennes i norra Frankrike och bodde under skolåren på flickskolans pensionat. Här inledde hon två lesbiska relationer varav en varade från 1925 till 1935. Åren kring 1930 bodde hon med sin partner i Paris och arbetade som sekreterare på förlaget Plon.
År 1939 ingick hon äktenskap med en gammal vän, äktenskapet varade endast något år. Leduc arbetade vid denna tid som skribent för damtidningar där hon bidrog med noveller och reportage.
Hon flyttade 1942 till Normandie med den homosexuelle författaren Maurice Sachs. Sachs uppmanade henne att  skriva och hon påbörjade den text som senare blev l’Asphyxie, en roman om hennes barndom. Sachs och Leduc försörjde sig på svarta börsaffärer. Leduc fortsatte den verksamheten, både svarta börsaffärer och skrivande, när hon flyttade tillbaka till Paris 1944.
Efter att ha läst Simone de Beauvoirs roman Den inbjudna (L'Invitée) sökte Leduc upp henne. De träffades i februari 1945 och de Beauvoir blev imponerad av manuskriptet till romanen l’Asphyxie. Utdrag ur boken publicerades i Sartres och de Beauvoirs tidskrift Les Temps Modernes. Året efter gavs den ut på förlaget Gallimard av Albert Camus. Simone de Beauvoir blev Leducs mentor och kom att stödja henne, under en tid även ekonomiskt, under resten av hennes liv.
Leduc lärde även känna författaren Jean Genet och inledde en vänskap närd av ömsesidig fascination. De umgicks med mecenaten Jacques Guérin som 1947 bekostade utgivningen av Leducs roman L’Affamée om hennes förälskelse i Simone de Beauvior (i boken kallad "Madame"). Denna förälskelse var inte den enda omöjliga passion som Leduc blev besatt av. Hon hyste liknade känslor för både Maurice Sachs och Jean Genet.
År 1954 lämnade hon in manuset till sin tredje roman Ravages till Gallimard. Förlaget censurerade de inledande kapitlen om en erotisk lesbisk kärlekshistoria. Denna text publicerades i sin helhet först år 2000.
Under 1956 tillbringade hon sex månader på en psykiatrisk klinik för behandling av mano-depressiva tendenser.
I början av 1960-talet köpte hon ett hus i Faucon, Vaucluse, där hon tidvis vistades och slutligen gjorde till permanent bostad.
Leduc gav efter debuten 1946 ut flera romaner som fick positiva omdömen av författarkolleger som Genet, Cocteau, Sarraute och andra, men böckerna nådde aldrig en större publik. Först 1964 kom det stora genombrottet med den självbiografiska romanen Oäktingen (La Bâtarde). Den är också den mest översatta av hennes böcker; i Sverige gavs den ut 1969.
Läkare upptäckte 1965 att Leduc hade bröstcancer. Sju år senare, 1972, avled hon i sitt hem i Faucon. 

### Utgivet på svenska
- 1969 - Oäktingen, företal av Simone de Beauvoir; översättning av Eva Alexanderson, Stockholm: Bonnier.
- 2014 - Oäktingen, Nyutgåva, förord av Simone de Beauvoir; översättning: Eva Alexanderson, Malmö: Rastlös Förlag. ISBN 9789198167801

### Franska originalutgåvor
Romanen Thérèse et Isabelle, om ett  erotiskt lesbiskt  förhållande, var ursprungligen inledningskapitlen i Ravages, men censurerades av förläggaren. Leduc använde senare en omskrivning av texten i La Bâtarde (Oäktingen). Den censurerade texten gavs ut som egen bok 1966 men i en förkortad version. Först år 2000 gavs den fullständiga originaltexten ut.
- 1946 -  L'Asphyxie
- 1948 -  L'affamée
- 1955 -  Ravages
- 1958 -  La vieille fille et le mort
- 1960 -  Trésors à prendre, suivi de Les Boutons dorés
- 1964 -  La Bâtarde
- 1965 -  La Femme au petit renard
- 1966 -  Thérèse et Isabelle (förkortad version)
- 1970 -  La Folie en tête
- 1971 -  Le Taxi
- 1973 -  La Chasse à l'amour
- 2000 -  Thérèse et Isabelle (fullständig text från 1954)
- 2006 -  Je hais les dormeurs
- 2007 -  Correspondance 1945-1972 (brev)
- 2014 -  La main dans le sac

## Filmer
- 2013 - Violette Leduc, la Chasse à l'amour, dokumentär av Esther Hoffenberg, Films du Poisson/Arte France.
- 2013 - Violette, fransk spelfilm av Martin Provost